# Taynan da Silva Rego
Taynan da Silva Rego, noto semplicemente come Taynan (Campina Grande, 12 febbraio 1993), è un giocatore di calcio a 5 brasiliano naturalizzato kazako.

## Carriera
È diventato un giocatore di calcio a 5 professionista solamente a 24 anni, quando è stato tesserato dal Qairat su segnalazione del connazionale Higuita che ne era rimasto impressionato durante un torneo a Dubai.

## Palmarès

### Competizioni nazionali
- Campionato kazako: 2
Kairat: 2017-18, 2018-19
- Campionato portoghese: 1
Sporting CP: 2020-21

### Competizioni internazionali
- UEFA Champions League: 1
Sporting CP: 2020-21